# 이중구속
이중구속(double bind) 혹은 이중메시지(double message)는 하나가 다른 하나를 부정하는 둘 이상의 모순된 메시지를 개인이나 집단이 받게 되는 의사소통상의 딜레마를 말한다. 몇몇 상황에서 특히 가족이나 관계 속에서, 이는 정서적으로 고통을 줄 수 있다. 이는 하나의 메시지에 반응하는 것이 다른 메시지에는 반응하지 못하는 혹은 그 역도 가능한 상황을 만들기에, 개인은 반응 여부에 상관없이 틀리게 된다. 이중구속은 내재하는 딜레마를 직면할 수 없어서 해결할 수도 상황으로부터 빠져나갈 수도 없을 때 일어난다.
이중구속이론(Double bind theory)은 1950년대 그레고리 베이트슨(Gregory Bateson)과 그 동료들이 처음 고안하였다.
이중구속은 열린 강제력(open coercion) 없이  통제 형태로 활용된다. 혼동(confusion)의 사용은 응하기도 저항하기도 어렵게 한다.
이중구속은 메시지의 순서에 따른 관념화(abstraction)의 차이, 이 메시지들이 상황 맥락 속에서 직설적으로(explicitly) 진술되었는지 아니면 비유적으로(implicitly) 진술되었는지, 목소리로 전달되었는지 바디랭귀지로 전달되었는지 등을 포함한다. 한 개인이나 집단이 들어가 있는 지속적인 관계 중 일부에서 이중구속이 자주 보이면 문제가 발생한다.

## 개요
이중구속은 '이중구속대상자(the subject, 이하 대상자)'가 두 개의 상반된 요구(demands)에 붙잡힌 단순한 모순상황으로 오인되기 쉽다. 이중구속의 핵심이 두 개의 상반된 요구인 것은 사실이지만, 차이는 이러한 상반된 요구들이 어떻게 대상자에게 부과되는지, 대상자의 상황 이해는 어떤지, 누가 혹은 무엇이 이러한 요구를 대상자에게 부과하는지에 있다. 노윈(no-win) 상황과 달리, 대상자는 본인이 처한 역설적인 상황의 정확한 본질을 정의하는데 있어 어려움을 겪는다. 모순은 당장의 맥락에서 표현되지는 않기에 외부 관찰자에게 보이지는 않으며, 오로지 사전 의사소통(prior communication)을 고려할 때만이 이중구속이 분명해진다. 일반적으로, 요구란 것은 존경하는 부모, 교사, 의사 등이 부여하는 것이지만, 전후 사정으로 인하여 요구 자체는 부득이 수행할 수 없게 된다. 예를 들어, 권위를 가진 한 사람이 모순된 두 조건을 부여하지만 이에 대하여서 이의를 제기할 수 없다는 암묵적인 룰이 있을 때, 이러한 상황이 발생한다. 그레고리 베이트슨 등은 아래와 같이 이중구속을 규정하였다.

1. 이중구속 상황에서는 두 명 이상의 사람이 관여되어 있다. 한 사람은 (이중구속의) '대상자(subject)'가 되고, 다른 사람(들)은 대상자의 상급자로서, 대상자가 존경하는 부모 등의 권위자에 해당한다.

2. 경험 반복 : 이중구속은 대상자의 경험에서 반복되는 주제이다. 그리고 그렇게 하여 단일한 트라우마적 경험으로서 해결될 수 없다.

3. 1차지시(primary injunction) : 다른 사람들이 대상자에게 다음과 같은 두 가지 형태 중 하나로 부과한다.

```
(1) 무언가를 하라. 하지 않으면 나는 너를 처벌할 것이다.

(2) 무언가를 하지 마라. 하면 나는 너를 처벌할 것이다.
```

처벌은 사랑 철회, 증오와 분노 표현, 권위자의 무력감 표현으로부터 초래되는 유기(abandonment) 등이 있다.

4. 2차지시(secondary injunction) : 더 높고 더 추상적으로 일차지시와 모순된 지시사항을 대상자에게 부과한다. 예를 들어 "무언가를 해야 한다. 하지만 네가 원하기 때문에 그것을 하라." 이러한 지시는 반드시 언어로(verbally) 표현되는 것은 아니다.

5. 필요하면, 3차지시(tertiary injunction)가 딜레마 탈출을 막기 위하여 대상자에게 부과된다. 설명을 위하여 하단에 예시를 들었다.

6. 최종적으로, 베이트슨은 대상자가 이미 이중구속 패턴으로 세상을 바라보게 되면, 이전에 제시된 요구사항의 모든 항목은 불필요하게 될 것이라고 말하였다.

```
a. 대상자가 강렬한 관계로 들어감 : 대상자는 관계가 상당히 중요하다고 생각하고, 상대에게 적절하게 반응하기 위하여 상대가 어떤 메시지를 전달하고 있는지 정확하게 식별함

b. 상대는 대상자에게 두 가지 메시지 지시를 표현하는데, 양자는 서로 모순•상충된다.

c. 대상자는 반응해야 할 메시지 지시가 무엇인지 다시 식별하기 위하여, 제시된 메시지들에 대하여 응답하지 못한다. 예를 들어, '비언어적 신호(metacommunicative statement)'를 표할 수 없다.
```

따라서 이중구속의 핵심은 두 가지 상반된 요구들이 각각 다른 논리에 기반한 것이며, 둘 중 어느 것도 무시하거나 탈출할 수 없다. 이는 대상자를 분열되게 하여 어떤 요구라도 충족시키려거든 다른 것은 충족되지 못하게 된다. "나는 이를 해야 하지만 할 수 없다"는 이중구속 경험에 대한 대표적인 설명이다. 효과적인 이중구속이란, 대상자가 일치지시에 대응하는 요구와 이차지시 요구 사이에 갈등을 직면하거나 해결하지 못하게 된다. 이런 점에서, 이중구조는 단순한 모순에서 표현불가능한 내적 갈등에 이르기까지 다양하며, 대상자는 일차지시 요구를 충족시키길 바라지만, 그때마다 이차지시 요구와 양립 불가능하게 되는 상황을 다룰 수 없게 되어 일차지시 요구를 달성하는 것도 실패한다. 따라서 이런 상황에서 대상자는, 행동상에서 갈등하지만 일차지시 요구를 수행하려고 하나, 극도의 불안감을 표출하게 된다.
이는 미국 법조계에서 미국 수정 헌법 제5조(the Fifth Amendment to the United States Constitution)에 앞서 주행위(州行爲, state action)에 적용 문제를 둘러싸고 문제가 되었다. 연방법원관할사건(federal case)에 대한 증언을 위하여 소환장이 발의될 수 있었지만, 수정 헌법 제5조에 따르면 연방법원관할사건에 대한 증언을 거부할 수 있는 면제권(immunity)이 발생하였다. 그러나 이러한 면제권은 제5조를 통해 주어졌음에도 불구하고 주 검찰의 기소(state prosecution)에는 적용되지 않았기에, 연방법 관련 분야에서만 증언을 거부할 수 있었다. 때문에 증언을 거부할 경우 법정모독죄(contempt of court)로 구속되거나 증언할 수 있게 되었으며, 연방 소송 절차에서 강제로 정보를 제공한 사람은 주정부에서 유죄판결을 받게 되었다.

## 역사
'이중구속'이라는 용어는 인류학자 그레고리 베이트슨과 동료 돈 잭슨(Don D. Jackson), 제이 헤일리(Jay Haley), 존 위클랜드(John H. Weakland) 등이 최초로 고안하였다. 1950년대 중반, 조현병(schizophrenia)과 관련된 의사소통의 복잡성에 관한 논의 중에 나온 것이다. 베이트슨은 정상적인 상황에서도 흔한 것이며 특히 연극, 유머, 시, 의례, 소설 등에서 흔히 보이는 것이라고 주장하였다. 이들의 연구는 조현병으로 종종 진단된 보이는 의사소통의 꼬임(tangles in communication)이 뇌기능장애(brain dysfunction)라는 장기 관련 원인으로 인한 결과가 아니라는 것을 시사한다. 대신, 이러한 파괴적인 이중구속은 가족 중 부모들에게서 자주 보이는 흔한 의사소통 페턴이며, 평생 이중구속을 지니면서 살아가게 되면 사고와 의사소통에 있어서 혼란스러운 패턴을 유발한다는 사실을 발견하였다.

## 의사소통상의 복잡성
인간의 의사소통은 복잡하며, 배후맥락(context)은 의사소통에 있어 핵심 부분 중 하나이다. 의사소통은 사용하는 단어, 목소리 톤, 바디랭귀지로 구성된다. 또한 이러한 구성요소들이 과거에 했던 말들과 어떤 연관이 있는지 역시 구성요소이다. 말하진 않았지만 행간에는 숨겨진 의미가 있다는 것. 발언이 성립되었던 당시 환경과 같은 비언어적 단서들에 의해 어떻게 이러한 요소들이 수정되었는지 등이다. 예를 들어, 누군가 '사랑해'라고 고백한다면, 말한 사람, 목소리 톤과 바디랭귀지, 말한 당시 상황과 맥락 등을 고려할 것이다. 이러한 고백은 상대에 대해서 마음을 표현하는 것이거나, 이미 서로 사랑을 느끼는 관계에서 담담하게 마음을 재확인하는 것일 수도 있으며, 마음에서 우러나오지 않은 말이거나 심지어 상대를 조종하려는 의도에서 나온 것일 수도 있다. 고백에 대답해 줄 것을 넌지시 요구하는 것인지, 농담인지, 공적 관계에서의 맥락과 사적 관계에서의 맥락 등등의 요소 역시 고백의 의미에 영향을 줄 것이다.
의사소통에서 갈등은 흔히 발생하며 '무슨 뜻이야?'라고 묻거나 다른 방식으로 의미를 알아내려고 한다. 이를 메타커뮤니케이션(metacommunication)이라고 부른다. 즉 의사소통에 관한 의사소통인 것이다. 명확한 의미를 상대에게 요구하기가 어려울 때가 있다. 메타커뮤니케이션과 피드백 시스템이 결여되어 있거나 충분치 못하거나 혹은 의미를 명확하게 파악할 시간이 부족할 때에, 일상에서 의사소통의 어려움이 발생한다.
딜레마에 빠져 있거나 빠져나갈 길을 찾게 되면 처벌받게 되는 상황에 처한다면, 이중구속은 매우 스트레스를 주며 파괴적일 수 있다. 그러나 이를 빠져나갈 해결책을 발견하려고 노력한다면 정서적 성장을 이룰 수 있다.

## 예시
대표적인 이중구속의 사례는 엄마가 아이에게 사랑한다고 말하면서도 싫증나서 돌아서거나, 훈계하기 위하여 때리는 것이다. 사용하는 언어는 사회적으로 수용 가능하지만 바디랭귀지로는 갈등이 있다. 아이는 언어와 바디랭귀지 사이의 모순에 어떻게 반응할지를 모르겠고, 기본적 욕구로서 아이는 엄마에게 의존하기에 진퇴양난에 빠지게 된다. 어린 아이들은 언어로 갈등을 분명히 표하기 어렵기에, 갈등 상황을 무시하거나 관계를 떠날 수 있다. 다른 사례로는, 알아서 할 것을 명령받는 것이다. 바록 '명령'이란 것과 '알아서 한다'는 것은 대치되는 것이지만, 그 명령을 무시하지도 모순상황에 대하여 언급할 수도 없을 때만이 이중구속이 생긴다. 이전의 의사소통 상황에 익숙하지 않은 제3자가 볼 경우, 의사소통에서의 갈등에 대하여 무엇이 문제인지 안 보일 때가 있다.

### 구체적예시
- 제럴드 마빈 와인버그(Gerald Marvin Weinberg)는 가정 외 상황에 대한 예시를 제시하였다. "이 역할을 잘 할 수 있는 사람을 찾아오도록 한다."

```
: 지시받는 사람 입장에선, 현재 역할을 맡고 있는 사람이 역할에 어울리는지에 대한 객관적인 평가를 하는 것이 아니라, 현재 역할을 맡고 있는 사람이 잘 어울린다는 것을 확신시키거나, 혹은 마음대로 다른 사람을 골라와야 하는 상황인 것이다.
```

- 엄마가 아이에게 "너는 나를 사랑해야 해."

```
: 일차지시는 '너는 해야해'이고 이차지시는 '사랑은 사랑하는 사람 마음에서 우러나오는 것'이라는 숨겨진 진실이다. 즉 아이는 엄마를 진심으로 사랑하기에 아이의 동의가 있어야 하는 문제인 것이다.
```

- 아동학대자가 아이에게 "너는 나를 일찍 떠났어야 했다. 그러나 지금은 너무 늦었다. 왜냐하면 지금 내가 한 일에 네가 싫어했음을 아무도 믿어주지 않을 것이기 때문이다." 이러면서 동시에 아이가 탈출을 시도하는 것을 가로막는다.

```
: 아동학대자는 아이를 그루밍(grooming)하고 약간 인정이나 선물, 특권을 아이에게 주면서 이중구속 관계를 시작한다. 일차지시는 다음과 같다. "너는 너가 나로부터 얻어가는 것을 좋아해야 해!" 아이가 계속하기 시작하면(아이가 그 사람에게 받아가려는 것을 좋아하기 시작하면), 관계는 다음 단계로 가고 작은 희생이 발생한다. 그리고는 이차지시가 시작된다. "나는 너를 처벌한다." 아동학대자가 어떤 이유를 대든, "왜냐하면 너는 나쁘고 버릇없고 지저분해서" 혹은 "너는 그럴만 해서" 혹은 "니가 나를 이렇게 만들어서"이다. 만약 아이가 학대자에게 저항하거나 도망가려 하면, "너는 진작 나에게서 벗어났어야 했다"라는 3차지시를 내린다. 그러면 악순환이 시작되고 더 심한 괴롭힘이 발생한다.
```

- 엄마가 아들에게 "누나를 내버려둬라!" 동시에 아들은 누나가 와서 문제를 일으키도록 부추기는 것을 알고 있다.

```
: 일차지시는 위의 명령으로서 어길 경우 처벌받게 된다. 이차지시는 누나가 와서 갈등을 일으키지만 엄마는 모를 것이며 아들을 혼내지 않는다는 사실이다. 아들은 엄마에게 반박하면 혼날 것이라는 생각일 것이다. 이중구속을 벗어나기 위한 가능성은 누나가 자신을 불안하게 만들려고 하는 목적(누나의 행동 뒤에 있는 이유가 맞다면) 뿐이라는 것을 아는 것이다. 만약 아들이 혼나는 것에 괴롭지 않다면 누나는 아들을 괴롭히지 않을 것이다. 아들은 엄마와 누나를 둘다 피하여서 상황을 완전히 떠날 수도 있다. 누나는 동생이 없어졌다는 사실에 괴롭힘 당하였다고 주장할 수 없다. 엄마는 없는 아들에게 혼을 낼 수도 없다. 다른 해결책으로는 논리와 추론의 창조적인 적용에 기반해 있다. 적절한 대답은 "누나에게도 똑같이 얘기해주세요!"이다. 엄마가 아들을 희생양으로 삼으로 한다면 그렇게 말하지 않을 것이다. 명령은 아들을 향하여 부정적인 함의를 가지고 있다.
```

## 긍정적인 이중구속
베이트슨은 긍정적인 이중구속(positive double binds)도 이야기했다. 선불교(Zen Buddhism)에서 영적 성장을 위하여 던지는 화두(話頭), 심리치료자들이 치료를 위하여 환자들이 일상에서 마주치는 갈등에 환자들을 직면시키는 방식의 이중구속이 그것이다.
후자는 치료적 이중구속(therapeutic doble bind)이라고 하는데, 이는 미국 심리학자 밀턴 에릭슨(Milton H. Erickson)이 창시하였다. 베이트슨이 자문을 구하기도 했던 에릭슨은 자신의 삶으로 이중구속의 생산적인 가능성을 보여주었고, 치료기법에 대해 보여주었다.

## 같이 보기
- 그레고리 베이트슨
- 메타커뮤니케이션
- 선불교
- 제럴드 마빈 와인버그
- 화두